# Ahora mis pistolas hablan
Ahora mis pistolas hablan (deutsch „Jetzt sprechen meine Pistolen“) ist ein im deutschen Sprachraum nicht gezeigter Western in mexikanisch-spanisch-kolumbianischer Koproduktion. Unter der Regie von Fernando Orozco spielt Aldo Sambrell eine der Hauptrollen.

## Handlung
Ein alter Mann erzählt einer Gruppe von Kindern eine Wildwest-Geschichte: Eine Diebesbande gibt das bei einem erfolgreichen Raubzug erbeutete Gold dem Gruppenmitglied Buck, der es mit seiner Frau Camilo verstecken soll. Der Anführer der Banditen, Tomás, traut Buck nicht; er selbst wollte Camilo heiraten. Deshalb sorgt er dafür, dass die Polizei Buck festnehmen kann. Die Goldmünzen kann Tomás aber nicht finden. Als Buck entlassen wird, wird er von der Gruppe gefoltert. Da er nichts verraten will, schneiden sie ihm die Zunge heraus. Jahre später nimmt Camilo ihren Rachefeldzug auf, der letztlich alle das Leben kostet.

## Bemerkungen
Aldo Sambrell erhielt das Angebot zu diesem Film nach Beendigung seines in Kolumbien unter eigener Regie entstandenen Mundo verde. Gedreht wurde der Film 1980.
Die Filmlieder interpretieren José Alfredo Jiménez und Cuco Sánchez.